# Aconitum stramineiflorum
Aconitum stramineiflorum là một loài thực vật có hoa trong họ Mao lương. Loài này được P.K.Chang ex W.T.Wang mô tả khoa học đầu tiên năm 1965.